# قرین (روستا)
 قرین  به عربی ( الَقَرین )، روستایی است در دهستان وحج از توابع استان جَوف در کشور یمن در شبه جزیره عربستان.

## جمعیت
جمعیت آن ( ۴۵) نفر (۴ خانوار) می‌باشد.